# Рахматуллин, Эрик Самигуллович
Э́рик Самигу́ллович Рахмату́ллин (род. 13 декабря 1937, Велс, Чердынский район, Пермская область, РСФСР, СССР) — советский и российский историк и социолог, специалист по истории социально-политических учений. Доктор исторических наук, профессор. Профессор и заведующий кафедрой и отделением социологии факультета социологии Казанского федерального университета. Действительный член Российской академии социальных наук (1994).

## Биография
Родился 13 декабря 1937 года в посёлке Велс Чердынского района Пермской области РСФСР.
В 1966 году окончил аспирантуру историко-филологического факультета Казанского государственного университета имени В. И. Ульянова-Ленина по специальности «отечественная история».
В 1971 году в Ташкенте защитил диссертацию на соискание учёной степени кандидата исторических наук по теме «Техническая интеллигенция при социализме и её роль в развитии производительных сил: (на материалах Татарской АССР)». В 1986 году защитил диссертацию на соискание учёной степени доктора исторических наук по теме «Общее и особенное в формировании и развитии советской многонациональной технической интеллигенции в условиях социализма» (специальность 07.00.02 — история СССР).
C 1982 года работает в Казанском университете. В 1982—1991 годах — ассистент, старший преподаватель кафедры научного коммунизма Казанского университета. В 1983 году становится заведующим кафедрой и отделением социологии Казанского университета, где работал до 2008 года. В 1988 году присвоено учёное звание профессора.
Принимал участие в Международный гранте TEMPUS-TАCIS и гранте фонда Сороса.
Подготовил 30 кандидатов наук, был научным консультантом 3 докторских диссертаций. Является автором 120 публикаций, в том числе 6 монографий. В 2008 г. Рахматуллин Э. С. удостоен звания «Заслуженный профессор КГУ». В настоящее время находится на пенсии. Живёт со своей семьёй, есть двое детей и внуки.
Научные интересы и области исследований: история социально-политических учений, западная социология, социальное развитие, социальные проблемы и их решение, а также социальная структура общества.

### Общественная работа
С 1992 года занимает должность председателя специализированного Совета по защите кандидатских и докторских диссертаций по социологии при Казанском университете, а также является членом редакционного совета научно-публицистического альманаха «Тонус».

## Научные труды

### Диссертации
- Рахматуллин Э. С. Техническая интеллигенция при социализме и ее роль в развитии производительных сил: (на материалах Татарской АССР) / автореферат дис. кандидата исторических наук : 07.00.07. — Казань, 1971.
- Рахматуллин Э. С. Общее и особенное в формировании и развитии советской многонациональной технической интеллигенции в условиях социализма / автореферат дис. доктора исторических наук : 07.00.07. — Казань, 1986.

### Монографии
- Рахматуллин Э. С. Закономерности формирования и развития национальных отрядов технической интеллигенции при социализме (1917–1959 гг.). — Казань, 1982.
- Рахматуллин Э. С. История социалистических учений : учебное пособие для иностранных студентов. — Казань: Издательство Казанского университета, 1989. — С. 76. — ISBN 5-7464-0088-2.

в соавторстве
- Рахматуллин Э. С. История социально-политических учений: учебное пособие. — Казань, 1992.
- Рахматуллин Э. С. Понять общество, в котором мы живем: конструирование национальной государственности. — Казань, 2001.
- Рахматуллин Э. С. Девиантное поведение как социальная проблема. — Казань, 2004.
- Рахматуллин Э. С. Познать общество, в котором мы живем: этноцентризм в современном мире. — учебное пособие. — Казань, 2006.
- Рахматуллин Э. С. Познать общество, в котором мы живем: молодежные субкультуры в российском обществе. — учебное пособие. — Казань, 2010.

### Статьи
- Рахматуллин Э. С., Волович Л. А. Книжное обозрение // Социологические исследования. — М., 2003. — № 6. — С. 147—148.
- Рахматуллин Э. С., Падерин В.К. Социальная идентификация в период трансформации (на примере российской интеллигенции 1990-х годов) // Ерофеев С. А. Социальное знание: формации и интерпретации/ Материалы международной научной конференции. — М., 1996. — Т. 2.

## Награды
- Орден Дружбы (1982) — за многолетнюю добросовестную работу и большой вклад в укрепление дружбы и сотрудничества между народами[7]
- Заслуженный деятель науки Республики Татарстан (1998)[8]
- Заслуженный работник культуры Татарской АССР (1991)
- Почетный работник высшего профессионального образования Российской Федерации (2007).
- Заслуженный профессор Казанского университета (2008).